# Starnmeer

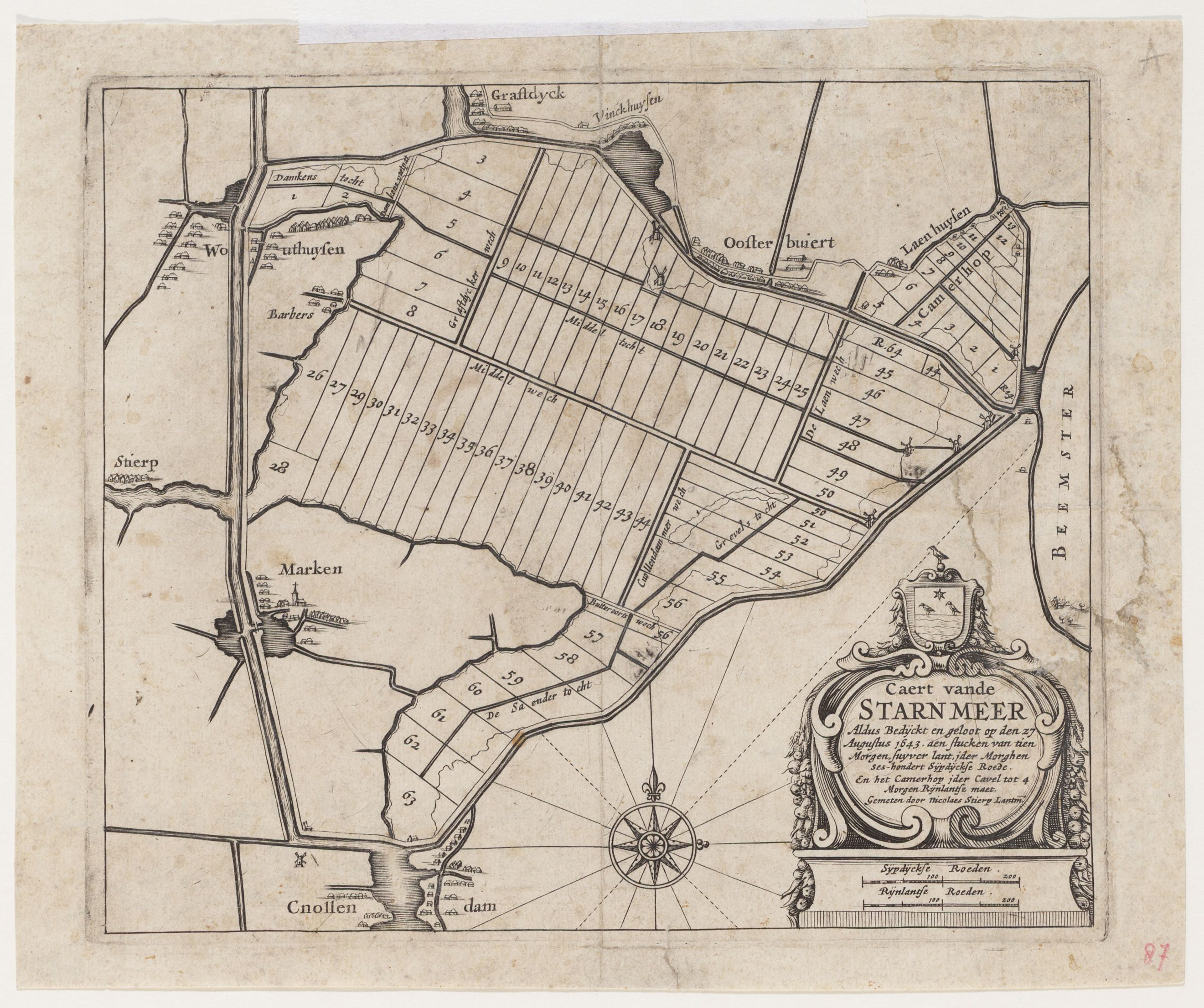
De Starnmeer polder in 1650

Starnmeer is een droogmakerij en woonplaats in de gemeente Alkmaar, in de Nederlandse provincie Noord-Holland.
De Starnmeerpolder is ongeveer 580 hectare groot en staat daarmee, van de ongeveer 72 droogmakerijen, op de 12e plaats. Om de polder heen liggen, vanuit het noorden met de klok mee, West-Graftdijk, Oost-Graftdijk, Oostknollendam, Westknollendam, Markenbinnen en De Woude. Het grondgebied van de Starnmeer omvat tevens de Oostwouderpolder en de Markerpolder. De polder werd in 1643 drooggelegd. Net als de andere droogmakerijen in Noord-Holland, is het land voor de tweede helft van de 20e eeuw vrijwel uitsluitend gebruikt voor de veeteelt.
Starnmeer is naast een polder ook een plaatsduiding. Het wordt geduid als gehucht maar ook wel aangeduid als buurtschap. Oorspronkelijk is de plaats ontstaan als een huizengroep aan de Starmeerdijk waar het tegenover Oost-Graftdijk en West-Graftdijk ligt aan het Noordhollandsch Kanaal en dit aan/op de Starnmeerdijk. Later zou iets verderop een tweede kern van een huizengroep ontstaan op de rand van de polder, Spijkerboor genaamd. Deze is uiteindelijk als kern groter geworden dan de oorspronkelijke huizengroep van Starnmeer, die bestaat uit een aantal boerderijen. Tegenwoordig duidt men de hele polder, buiten het gedeelte van Spijkerboor, aan met de naam Starnmeer. Het merendeel van de Kogerpolder wordt ook tot de plaats Starnmeer gerekend.

## Voor de drooglegging
De Starnmeer was vroeger, net als een groot deel van Nederland, hoogveenmoeras. Waarschijnlijk liepen hier ook een aantal veenriviertjes doorheen waarvan de restanten nu nog te zien zijn. Zo loopt er aan de westkant van de polder de Stierop, aan de zuidoostkant loopt de Zaan en aan de noordoostkant liep via het Kamerhop de Bamestra (de huidige Beemster).
Ongeveer rond het begin van de jaartelling zijn er uit zuidelijker gebieden mensen aan de oevers van deze rivieren komen wonen, die na verloop van tijd land op de moerassen zijn gaan winnen door de begroeiing weg te halen en sloten te graven, lopend naar de rivieren, om het water uit dat deel weg te kunnen laten en het land bruikbaar te maken. Zo trok men steeds verder het moeras in, totdat ze andere mensen tegenkwamen die vanaf een andere kant hetzelfde aan het doen waren. In grote gebieden van vooral Noord- en Zuid-Holland zijn nu nog deze karakteristieke gebieden te vinden, denk aan het Wormer- en Jisperveld.
Gevolg van deze landwinningen was dat het veen ging inklinken. Hierdoor kreeg het water steeds meer macht en langs vele rivieren begonnen op plaatsen waar sterkere stroming was, en dus veel veen werd afgeslagen, langzaam kleine meertjes te ontstaan. Tijdens de stormvloed van 1170 werden zeer grote verliezen geleden en hebben veel meren hun bekende grootte gekregen.
In de Starnmeer was dat dus niet anders. Door deze vergroting is het in direct contact gekomen met de Beemster, de Schermer en het Alkmaarder- of Langemeer. En natuurlijk de verbinding met de Zaan. Het meer kreeg hierdoor een beetje de vorm van een ster, wat waarschijnlijk ook de verklaring is voor de naam Starn. Er zijn door de loop der jaren namelijk een aantal benamingen geweest, zoals Starmeer, Stermeer, Sterremeer en Sternmeer.
Het meer kreeg door zijn ligging een belangrijke functie voor kleine vissers, maar ook "grote" vissers en handelaren uit bijvoorbeeld het welvarende Graft - de Rijp, die over onder andere de Starnmeer voeren om bij het dorp te komen. Deze functie verviel toen in navolging van de Schermer en de Beemster het meer werd ingepolderd.

## Drooglegging

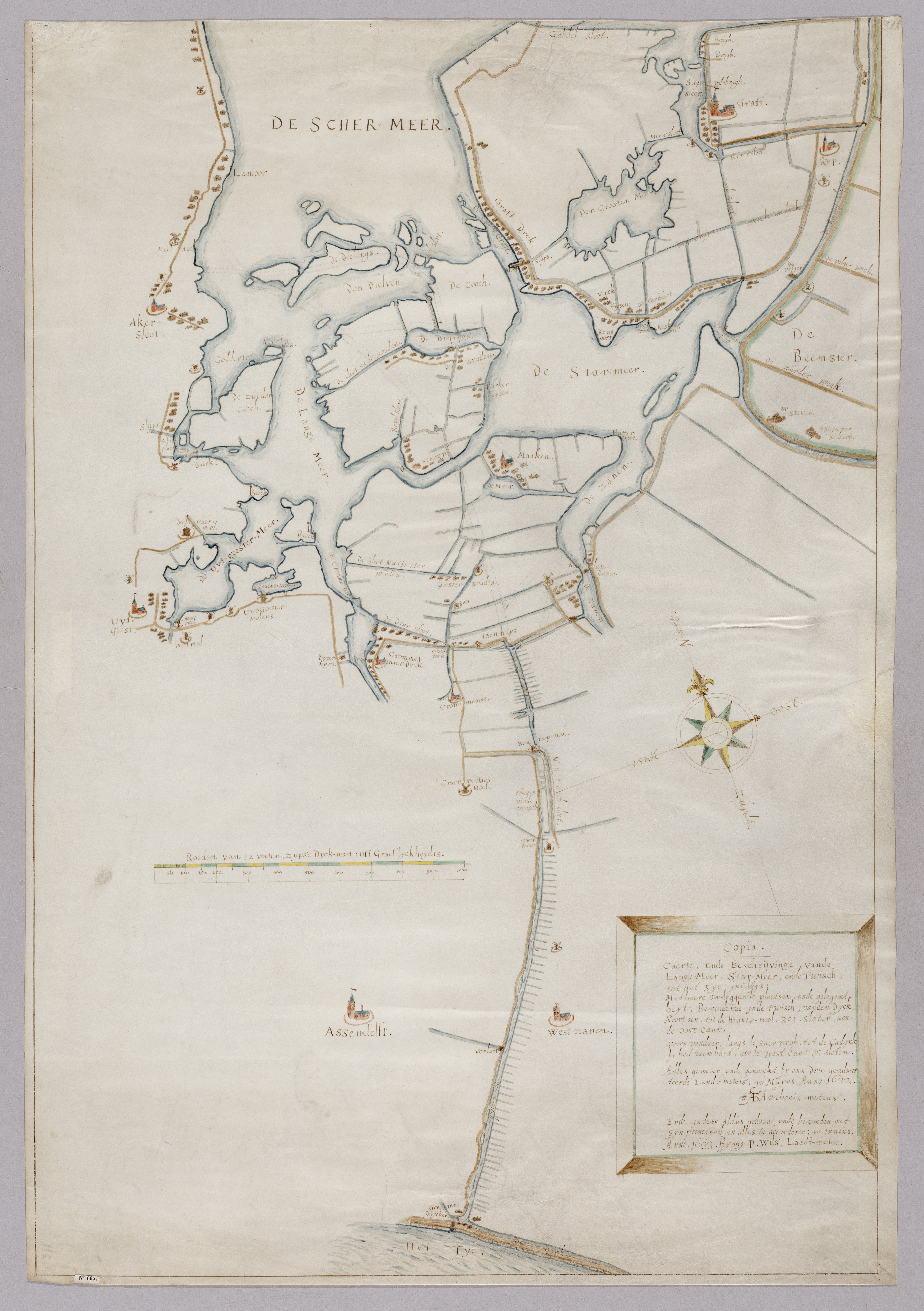
Kaart (64x44 cm.) van de Starnmeer 10 jaar voor de drooglegging, getekend in AD 1633 op perkament door de landmeter Pieter Wils; bron: Noord-Hollands Archief)

Het plaatsje De Rijp had zich na 1600 door scheepvaart, haringvisserij en de werkgelegenheid die daarmee samenging, sterk ontwikkeld. In 1607 was de doopsgezinde kerk van De Rijp gescheiden van die van Graft, waarbij de kerkelijke goederen echter bij Graft bleven horen, zodat de gemeente van De Rijp zonder inkomsten zat. Toen in 1623 een predikant werd aangesteld die een woning nodig had, vormde dit gebrek aan inkomsten een groot probleem, ook omdat de gemeente zich in snel tempo uitbreidde. Men dacht met het droogleggen van de Starnmeer een nieuwe bron van inkomsten gevonden te hebben. Om het octrooi van de Staten van Holland te krijgen, sloten de dorpelingen een samenwerkingsverband met de machtige stad Alkmaar. De Alkmaarders hadden hun eigen belangen en eisten dat er aan weerszijden van de nieuwe polder een ringvaart zou komen, zodat de scheepsroute naar Alkmaar bevaarbaar bleef.
Het octrooi voor de drooglegging van de Starnmeer werd in 1632 verleend aan de bewoners van De Rijp. Alkmaar lag echter voortdurend dwars door met nieuwe eisen te komen, waardoor het werk maar langzaam vorderde en de kosten hoog opliepen. Nadat in 1636 de ringvaart aan de oostzijde van de Starnmeer voltooid was, kwamen echter de bewoners van Uitgeest tegen de plannen in opstand. Ontmoedigd trok De Rijp zich terug uit het project, dat meer geld leek te kosten dan het opleverde. Een groep ondernemers was bereid het werk over te nemen. Na onderhandelingen met de Alkmaarders konden de werkzaamheden uiteindelijk toch worden hervat.

## Polder
De polder werd in 1643 eindelijk drooggelegd onder leiding van Jan Adriaanszoon Leeghwater. De totale kosten van de onderneming waren tot 75.000,- gulden opgelopen, in die tijd een kolossaal bedrag. Het bleek een slechte belegging te zijn geweest voor de participanten in de drooglegging, want de pacht bracht nauwelijks geld op. In 1713 heerste de veepest wat verdere ellende bracht voor zowel de pachtende boeren als de landeigenaren. De (voornamelijk Amsterdamse) grondeigenaren trokken zich langzaam terug, waarmee de eigendom van de grond geleidelijk meer bij de bewoners zelf kwam te liggen. Tot 1750 was de polder in Amsterdamse handen, daarna werd het bestuur overgedragen aan De Rijp. Tijdens de Bataafse Revolutie kregen de bewoners net als in andere polders ook het bestuur van het waterschap in handen.
Aan het begin van de 20e eeuw werd bij de polder Fort bij Marken-Binnen gebouwd. Dit fort maakte deel uit van de Stelling van Amsterdam. De verdediging van de stelling was een combinatie van inundatie en forten op de accessen. In de Starnmeer werd hiervoor ook een 400 meter lange liniewal aangelegd. Deze wal hield het zuidelijke deel van de polder droog als tot inundatie was besloten. De wal liep van de Knollendammervaart tot aan de dijk van de Markerpolder. De liniewal is grotendeels verdwenen omdat grote delen zijn afgegraven.
Tot 31 december 1992 was Starnmeer onderdeel van de gemeente Akersloot, waarna het tot en met 31 december 2014 onderdeel was van de gemeente Graft-De Rijp, die op 1 januari 2015 is opgegaan in de gemeente Alkmaar.

## Geboren
- Cees Helder (1948), voormalig chef-kok en restauranteigenaar, eerste chef-kok in Nederland die drie Michelinsterren verwierf